# Sympetrum nigrifemur
Sympetrum nigrifemur là một loài chuồn chuồn ngô thuộc họ Libellulidae. Nó được tìm thấy ở Bồ Đào Nha và Tây Ban Nha. Các môi trường sống tự nhiên của chúng là sông, sông có nước theo mùa, đầm nước ngọt có nước theo mùa, và ao. Nó bị đe dọa do mất môi trường sống.